# Little River (South Carolina)
Little River is een plaats (census-designated place) in de Amerikaanse staat South Carolina, en valt bestuurlijk gezien onder Horry County.

## Demografie
Bij de volkstelling in 2000 werd het aantal inwoners vastgesteld op 7027.

## Geografie
Volgens het United States Census Bureau beslaat de plaats een oppervlakte van
28,0 km², waarvan 27,1 km² land en 0,9 km² water. Little River ligt op ongeveer 12 m boven zeeniveau.

## Plaatsen in de nabije omgeving
De onderstaande figuur toont nabijgelegen plaatsen in een straal van 12 km rond Little River.